# Pie Traynor
Harold Joseph Traynor, detto Pie (Framingham, 11 novembre 1898 – Pittsburgh, 16 marzo 1972), è stato un giocatore di baseball e allenatore di baseball statunitense che ha giocato nel ruolo di terza base per tutta la carriera con i Pittsburgh Pirates della Major League Baseball (MLB). È stato introdotto nella National Baseball Hall of Fame nel 1948.

## Carriera
Traynor debuttò nella MLB con i Pittsburgh Pirates nel 1920, diventando il loro terza base titolare nel 1922, quando ebbe una media battuta di 0,282, con 81 punti battuti a casa (RBI). Dietro consiglio di Rogers Hornsby, iniziò ad utilizzare una mazza più pesante nel 1923, diventando uno dei migliori battitori della National League (NL). Quell'anno batté con 0,338, con 12 fuoricampo e 101 RBI. Grazie ai consigli del compagno Rabbit Maranville iniziò a migliorare anche in difesa, guidando i terza base della National League in putout e assistenze.

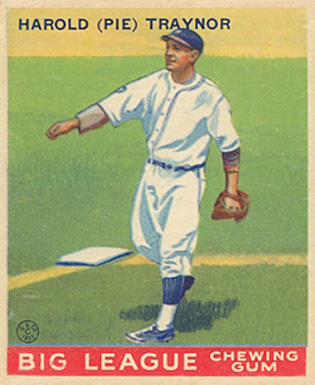
Traynor in una figurina del 1933

Nel 1925, Traynor ebbe una media battuta di 0,320 con sei home run e 106 RBI, coi Pirates che vinsero il pennant. Nelle World Series 1925 ebbe una media battuta 0,346, incluso un fuoricampo su lancio del futuro membro della Hall of Fame Walter Johnson. I Pirates batterono i Washington Senators in sette partite. Traynor chiuse l'annata all'ottavo posto nel premio di MVP della National League. I suoi 41 doppi giochi nel 1925 furono un record della NL per una terza base che resistette per 25 anni.
I Pirates vinsero nuovamente il pennant con Traynor che batté con 0,342, con 5 home run e 106 RBI ma persero contro i New York Yankees nelle World Series 1927. Nel novembre di quell'anno, i membri della Baseball Writers' Association of America lo scelsero come terza base della formazione ideale della MLB di quell'anno. Traynor batté con 0,337 ed ebbe un record in carriera 124 RBI nel 1928 e malgrado soli sei fuoricampo finì sesto nel premio di MVP della lega. Nel 1929 continuò ad essere una delle stelle di Pirates, battendo con 0,356.
Traynor ebbe un primato in carriera di 0,366 in battuta nel 1930. L'anno seguente la MLB utilizzò un diverso tipo di mazze e la sua media scese a 0,298. Malgrado ciò, Traynor supportò l'uso della nuova mazza, dicendo che la precedente. più allungata, dava un vantaggio eccessivo ai battitori. Nel 1933 la lega tenne il suo primo All-Star Game e Traynor vi fu convocato, così come nell'anno successivo, la sua ultima stagione completa in cui batté con oltre .300 per la nona volta in carriera.
 Traynor disputò la sua ultima partita il 14 agosto 1937. Nel 1999, The Sporting News lo inserì al 70º posto nella classifica dei migliori cento giocatori di tutti i tempi

## Palmarès

### Club
- World Series: 1

Pittsburgh Pirates: 1925

### Individuale
- MLB All-Star: 2

1933, 1934
- Numero 20 ritirato dai Pittsburgh Pirates